# Дуган, Сьюзан
Дама Сьюзан Дилис Дуган (до замужества Райан; англ. Susan Dilys Dougan, англ. Susan Dilys Ryan; род. 3 марта 1955, Колонари, Сент-Винсент (остров), Британские Наветренные острова) — генерал-губернатор Сент-Винсента и Гренадин с 1 августа 2019 года. Первая женщина на этом посту.

## Биография
Сьюзан Дуган родилась в деревне Колонари в Сент-Винсенте. Окончила Саутгемптонский университет где получила степень магистра.
29 января 2020 года награждена орденом Святых Михаила и Георгия и орденом Британской империи попав в список 2010 Birthday Honours за заслуги перед образованием и государственным управлением.

## Политическая карьера
Сьюзан Дуган свою деятельность начала в качестве учителя без диплома. За 34 года Дуган поднялась по служебной лестнице до директора средней школы для девочек Сент-Винсента (2001—2004), а с 2004 по 2009 год была директором по образованию. Работала секретарём с 2009 по 2013 год.
Также занимала несколько национальных должностей таких как представитель Организации американских государств в Сент-Винсента и Гренадин, представитель Содружества образования Сент-Винсента и Гренадин и главный управляющий приютом Сент-Винсента и Гренадин.
В декабре 2014 года была назначена заместителем генерал-губернатора Сент-Винсента и Гренадин. 1 августа 2019 года вступила в должность став первой женщиной на этом посту, сменив Фредерика Баллантайта ушедшего в отставку по состоянию здоровья. На церемонии присягу ей приносили Верховный судья Брайан Коттл, госчиновники, также там присутствовали друзья и родственники и представители СМИ.